# Marksbury
Marksbury is een civil parish in het Engelse graafschap Somerset met 397 inwoners.